# Association de malfaiteurs (Prison Break)
Pour les articles homonymes, voir Association de malfaiteurs.
Association de malfaiteurs est le vingt-sixième épisode du feuilleton télévisé Prison Break, c'est le quatrième épisode de la deuxième saison.

## Résumé
Lincoln Burrows remarque qu'il est pris en filature alors qu'il conduit sur une route de campagne. Michael Scofield et Nika Volek regardent aux alentours et aperçoivent Brad Bellick et Roy Geary qui les ont pris en chasse. Geary se rapproche très rapidement de leur véhicule et tente de le déstabiliser pour le faire sortir de la route. Il finit par réussir et Lincoln ne peut empêcher leur voiture de rentrer dans un arbre. Bellick pointe son pistolet sur Michael, Nika et Lincoln et leur apprend qu'il est au courant pour l'argent caché en Utah et qu'il est décidé à les accompagner pour le récupérer. Puis, il les oblige à grimper à bord de la voiture de Geary. Lincoln ayant très discrètement glissé un morceau de verre sous le pneu, Bellick et Geary sont forcés de s'arrêter après le dégonflement du pneu. Bellick s'empresse de dire à son acolyte d'aller en acheter un nouveau dans la ville la plus proche et oblige Michael, Nika et Lincoln à le suivre dans la forêt voisine. Ils se réfugient dans un bâtiment isolé. Lincoln prévient Michael qu'il a pas confiance en Nika. Au même instant, la jeune femme tente de négocier avec Bellick en lui affirmant qu'elle veut la peau de Michael, qu'il voulait essayer d'envoyer Bellick à Panguitch en Utah et qu'elle accepte de passer la nuit avec lui s'il lui donne une part de l'argent. Tandis qu'elle use de ses charmes auprès de lui, elle tente de lui dérober son arme. Mais Bellick en revenant dans la pièce où sont détenus les deux frères lui déclare qu'il n'est pas dupe et qu'il est bien conscient qu'elle veut le piéger. Soudain, il réalise que son couteau a été volé lorsque Lincoln, qui s'est libéré de ses liens, l'utilise contre lui. Au retour de Geary, les deux anciens gardiens de Fox River sont à leur tour attachés. Par vengeance, Bellick révèle brutalement à Michael que Sara a fait une overdose. Fou de rage, le jeune homme lui donne un violent coup de pied au visage pour le faire taire. 
Au bureau du FBI à Chicago, un des subordonnés de l'agent Alexander Mahone l'informe que 12 % des données contenues dans le disque dur de Michael (qu'il avait jeté dans la rivière) ont pu être récupérées. Elles comprennent des articles de journaux sur John Abruzzi, Sara Tancredi et l'argent de D. B. Cooper. Un autre agent lui annonce que les résultats des tests sanguins effectués sur les restes de la voiture calcinée indiquent qu'il s'agit bien des corps des deux frères. Mahone commence alors à s'agiter et ordonne à l'ensemble des agents du bureau de ne pas encore annoncer officiellement leur décès et de continuer à effectuer des tests complémentaires.
Paul Kellerman se faisant passer pour "Lance" raconte aux autres membres des Drogués anonymes une émouvante histoire sur sa mère qui est morte d'une sclérose en plaques et sa crainte d'en être un jour atteint. Seulement cette maladie n'est pas génétique et cela attire l'attention de Sara Tancredi. À la fin de la réunion, Kellerman s'approche et commence à discuter pour tenter de se lier d'amitié avec elle. Alors qu'ils mangent une part de tarte, Sara reçoit un appel téléphonique de Michael. Il l'implore de ne pas raccrocher et s'excuse pour tout ce qui lui est arrivé. Tandis qu'elle lui déclare qu'elle ne veut pas lui parler, il la met en garde sur les personnes qui peuvent lui nuire maintenant qu'elle est liée aux deux frères. Il insiste également sur le fait qu'il existe un moyen pour la protéger et qu'il est déjà en sa possession. Sara ne comprend absolument pas de quoi il parle. Enfin, Michael lui avoue que ses sentiments envers elle sont réels. Kellerman, aux aguets, entend Sara appeler Michael, qui vient juste de raccrocher. 
Tweener voyage avec Debra Jean dans une Toyota Yaris. Lorsque la radio commence à évoquer l'évasion des "Huit de Fox River", il change de station et tombe sur une chanson de John Denver qu'il commence à chanter pour faire diversion. Après avoir repéré un agent de police, il recommande à Debra Jean de rouler doucement alors qu'elle conduisait déjà raisonnablement. Intriguée par ses réactions, elle le regarde avec circonspection. Puis, fatiguée, elle décide contre l'avis de Tweener de s'arrêter dans un motel à Mach, Colorado pour y dormir. À l'insu de Tweener, elle donne les coordonnées de l'hôtel à quelqu'un au téléphone. Puis, elle avoue à Tweener qu'il lui plaît beaucoup et qu'elle vient de téléphoner à son père. 
T-Bag s'arrête dans une station-service à Friend (Nebraska). La police repère le véhicule que T-Bag avait volé au Dr Gudat, alors qu'il se trouve aux toilettes. Il ne panique pas et prétend être un vétéran des marines qui revient de Kandahar, Afghanistan. Il laisse entendre que la voiture volée appartient à un hippie qui est dans les toilettes de la station. Le hippie est rapidement appréhendé. Forcé d'abandonner son véhicule, T-Bag devient un autostoppeur qui est embarqué par un homme et sa fille. L'homme apprécie les Marines qu'il respecte beaucoup. Durant le voyage, T-Bag se montre entreprenant vis-à-vis de l'adolescente, ce qui ne plaît pas du tout à son père. Mais, T-Bag parvient à prendre le dessus et lui vole sa casquette et sa voiture.
À Brooklyn, New York, John Abruzzi a retrouvé sa femme et ses enfants. L'un de ses associés l'informe que Fibonacci est sur le point de témoigner à Washington. Devant l'insistance de sa femme, Abruzzi décide tout de même d'abandonner sa vengeance et de partir avec sa famille à bord d'un cargo en direction de la Sardaigne, Italie. Néanmoins, ce même associé a réussi à savoir le lieu où se cache Fibonacci et lui confirme que cette information est de source sûre. Sans en parler à sa femme, Abruzzi se rend à l'hôtel de son ennemi. En réalité, il s'agit d'un piège tendu par Mahone qui, en compagnie de ses hommes, encercle l'hôtel et ordonne à Abruzzi de ses rendre. Acculé, celui-ci refuse et est abattu par les agents du FBI. 
Michael, Lincoln et Nika s'apprêtent à se séparer. Michael dit à Nika qu'il peut la déposer en ville mais elle veut partir avec eux. Devant le refus de Michael, Nika cède et le prend dans ses bras en lui disant au-revoir. Tandis qu'elle fait de même avec Lincoln, elle lui subtilise son revolver et le pointe sur eux. Elle explique à Michael qu'elle est amoureuse de lui mais qu'elle ne supporte pas d'avoir été utilisée. Elle commence à composer le numéro de la police pour toucher la récompense, mais elle est arrêtée par Lincoln qui avait préalablement retiré le chargeur de l'arme. Il lui reprend le revolver et le téléphone portable et monte dans la voiture. Déçu, Michael souhaite tristement bonne chance à Nika et rejoint son frère. Ils démarrent en laissant Nika, seule sur le bord de la route.
Mahone reçoit les résultats définitifs des tests sanguins qui démontrent avec certitude que le sang retrouvé sur les lieux de l'accident vient d'un cochon. Se souvenant de ses précédents échecs pour capturer Oscar Shales, il laisse éclater sa fureur devant la photo de Michael et dit de manière sinistre : « You have no idea what you're in for. » (« Tu n'as aucune idée de ce qui t'attend. »).

## Informations complémentaires

### Chronologie
Les évènements de cet épisode se déroulent le 30 mai.

### Culture
- La chanson que chante Tweener dans la voiture est Take Me Home, Country Roads de John Denver.

- T-Bag, en se faisant passer pour un vétéran, salue les policiers en leur disant : « Semper Fi ». C'est en référence à la devise du célèbre Corps des Marines. Le terme exact s'intitule « Semper fidelis » et signifie « Toujours fidèle ». À l'origine, c'était la devise de la garde prétorienne sous l'Antiquité romaine.

- Dans cet épisode, Bellick déclare : « My Daddy always said "Fool me once, shame on you. Fool me twice, I put you in the ground." » (« Mon papa disait toujours, "Dupe-moi une fois, honte à toi. Dupe-moi deux fois, je t'enterre." »). Il s'agit d'une interprétation très personnelle d'un proverbe américain « Fool me once, shame on you. Fool me twice, shame on me. » (« Dupe-moi une fois, honte à toi. Dupe-moi deux fois, honte à moi. »).

### Divers
- Amaury Nolasco (Sucre), Marshall Allman (L.J.) et Rockmond Dunbar (C-Note) n'apparaissent pas dans cet épisode. C'est le premier épisode où Sucre n'apparaît pas. L'absence de ce dernier s'explique par le fait qu'il traverse les Etats-Unis en direction de Las Vegas.

- Le titre original de cet épisode First Down (« Premier à terre ») fait référence au premier des « huit de Fox River » qui se fait tuer.

- Le groupe sanguin de Michael et Lincoln est B négatif.

- C'est la première fois que Sara et Michael se parlent depuis le début de la deuxième saison.

- L'un des articles de journaux récupérés sur le disque dur de Michael concerne Sara. Son nom est orthographié Sara Wayne Tancredi. Or, l'actrice s'appelle Sarah Wayne Callies.

- L'actrice Demi Lovato (Disney) participe à l'épisode.
- A la fin de l'épisode, à la suite de la mort d'Abruzzi, l'agent du FBI Mahone commence à se faire reprocher ses méthodes pour le moins expéditives pour neutraliser les évadés. En fait, Mahone, sous pression, a reçu pour mission de tuer tous les évadés, jugés trop dangereux pour le cartel.

### Erreurs
- Toujours sur l'article de journal consacré à Sara, il est écrit qu'elle est « the second eldest daughter of Franck Tancredi » (« la seconde fille de Franck Tancredi »). Cela contredit ses déclarations quelques épisodes plus tard[2].

- Nika dit à Burrows et Scofield qu'en les livrant à la police, elle peut obtenir légalement 200 000 dollars, or il s'agit de 400 000 dollars (300 000 dollars pour Burrows + 100 000 dollars pour Scofield).
- Scofield décide de contacter Sara après l’annonce de Bellick, mais comment peut-il avoir son numéro ?

- Avant que le pneu de la voiture ne se crève, on voit Gerry armé d'un Walther. Or, lorsque Scoffield et Burrows le neutralise avec Bellick, son arme a visiblement disparu (vu que Burrows rechigne à le fouiller).

- Lorsque la voiture de Scoffield percute l'arbre à la fin de la course poursuite avec Bellick celle-ci n'a pas de plaque d'immatriculation or dans la scène juste avant elle est parfaitement visible.